# Argiope caledonia
Argiope caledonia är en spindelart som beskrevs av Claude Lévi 1983. Argiope caledonia ingår i släktet Argiope och familjen hjulspindlar. Artens utbredningsområde är Nya Kaledonien och Vanuatu. Inga underarter finns listade i Catalogue of Life.